# Xã Murdock, Quận Butler, Kansas
Xã Murdock (tiếng Anh: Murdock Township) là một xã thuộc quận Butler, tiểu bang Kansas, Hoa Kỳ. Năm 2010, dân số của xã này là 402 người.